# Groupe date-heure
Pour les articles homonymes, voir GDH.
Pour les protocoles de communication, un Groupe Date-Heure (GDH) est un ensemble de caractères, habituellement dans un format défini, utilisé pour exprimer la date et l'heure, généralement au format de l'échelle de temps universel coordonné (UTC).
Pour les communications militaires, le format utilisé pour le GDH est le suivant : DD/mal/GHz Mon YY. Donc, par exemple, "101730Z JUN 11" représente 17:30 heure 'Zulu' le 10 juin 2011 (Z étant la lettre qui désigne la zone UTC et 'Zulu' le code de cette lettre dans l'Alphabet phonétique de l'OTAN).